# Langfang
Langfang (chiń. 廊坊; pinyin Lángfáng) – miasto o statusie prefektury miejskiej we wschodnich Chinach, w prowincji Hebei. W 2010 roku liczba mieszkańców miasta wynosiła 734 039. Prefektura miejska w 1999 roku liczyła 3 747 631 mieszkańców. 

## Podział administracyjny
Prefektura miejska Langfang podzielona jest na:
- 2 dzielnice: Anci, Guangyang,
- 2 miasta: Bazhou, Sanhe,
- 4 powiaty: Gu’an, Yongqing, Xianghe, Dachang,
- powiat autonomiczny: Wen’an.